# 1752 en littérature
| Années de la littérature : 1749 - 1750 - 1751 - 1752 - 1753 - 1754 - 1755    |
| Décennies de la littérature : 1720 - 1730 - 1740 - 1750 - 1760 - 1770 - 1780 |

Cet article présente les faits marquants de l'année 1752 en littérature.

## Événements
- 4 janvier : premier numéro de The Covent-Garden Journal d'Henry Fielding, bihebdomadaire édité à Londres jusqu'au 25 novembre 1752. En attaquant « les écrivaillons des armées de Grub Street » (hack-writers of Grub Street),  Fielding déclenche la « Guerre du papier » contre John Hill (1752-1753)[1].

- 7 février : sous la pression des jésuites, l’impression de l’Encyclopédie est suspendue par arrêt du conseil du roi Louis XV signé de Voyer d'Argenson ; Malesherbes,  directeur de la librairie, préviens Diderot et met les manuscrits à l’abri chez lui, puis fait lever l’interdiction[2].
- 19 octobre-15 novembre : découverte des premiers rouleaux de papyrus lors des fouilles de la Villa des Papyrus à Herculanum. Les derniers fragments sont trouvés le 25 août 1754[3].
- 24 décembre : le pamphlet de Voltaire contre Maupertuis suite à sa querelle à Samuel König Histoire du docteur Akakia et du natif de Saint-Malo (présentation en ligne), est brûlée à Berlin par la main du bourreau sur ordre de Frédéric II[4].

- Thomas von Trattner (de) devient imprimeur et libraire de la Cour de Vienne. Il reçoit de Marie-Thérèse le monopole sur la publication des ouvrages scolaires et universitaires. Il développe son activité, et publie la littérature janséniste et de la réforme catholique[5].

## Parutions
- Mars :
  - trois éditions de Micromégas, conte philosophique de Voltaire sont publiées en Allemagne sous la fausse adresse de Londres. La première, imprimée à Gotha par Mevius et Dietericht, contient une Histoire des croisades. Les deux autres  sont imprimées par Georg Conrad Walther à Dresde[6]. Le 1er mai 1752, Georg Walther intente un procès contre Johann Paul Mevius[7].
  - Charlotte Lennox, The Female Quixote (en) : or, The Adventures of Arabella, vol. 1, London, A. Millar, 1752 (présentation en ligne), en deux volumes.

## Naissances
- William Danby, (mort en 1833), écrivain anglais